# Courcelles, Charente-Maritime
Courcelles är en kommun i departementet Charente-Maritime i regionen Nouvelle-Aquitaine i västra Frankrike. Kommunen ligger  i kantonen Saint-Jean-d'Angély som ligger i arrondissementet Saint-Jean-d'Angély. År 2022 hade Courcelles 454 invånare.

## Befolkningsutveckling
Antalet invånare i kommunen Courcelles
Referens:INSEE